# Rockhampton
23°22′44.306″S 150°30′39.215″Ø / 23.37897389°S 150.51089306°Ø
Rockhamtpton er en by i Queensland, Australien. Byen har ca. 75.000 indbyggere og ligger 600 kilometer nord for Brisbane. Byen ligger ved floden Fitzroy. 
Oversvømmelserne i Australien 2010-11 satte hovedvejene og lufthavnen under vand. Fitzroy-elven som løber igennem Rockhampton, havde den 5. januar 2010 en vandstand på 9,4 meter over det normale.